# Beaulieu (Wattrelos)
Pour les articles homonymes, voir Beaulieu.

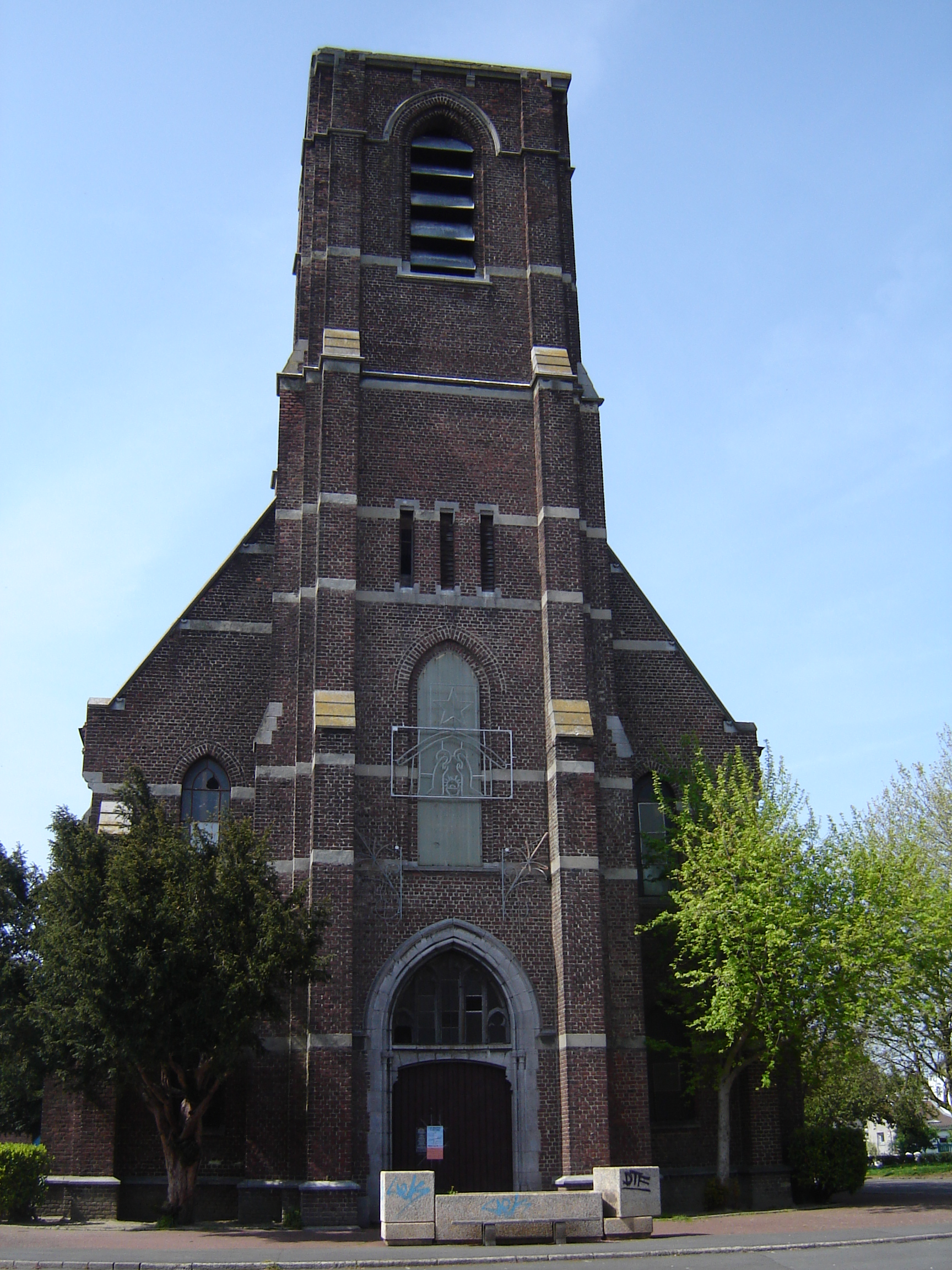
Église de Beaulieu, avant sa démolition en 2012.

Beaulieu est un ancien village devenu quartier de la commune de Wattrelos dans le département du Nord, juste à la frontière avec la Belgique.
Une partie de la zone est classée quartier prioritaire sous le nom de Centralité de Beaulieu, avec 3 247 habitants en 2018 et un taux de pauvreté de 37 %.

## Histoire
Selon la carte de Cassini, l'endroit était déjà appelé « Beaulieu » au XVIIIe siècle. Avec l'afflux de population rurale étant employée dans les usines locales au tournant du XIXe siècle et du XXe siècle, l'agglomération de Wattrelos s'étend jusqu'ici et une église est construite en 1909 pour desservir les nouveaux arrivants. Cette église Notre-Dame-du-Bon-Conseil a dû être démolie en 2012 à cause de la baisse de la pratique catholique dans le Nord et conséquemment du manque de ressources du diocèse de Lille, propriétaire de l'édifice, qui ne voulait plus l'entretenir.